# 沃迪角
61°12′S 55°23′W / 61.200°S 55.383°W

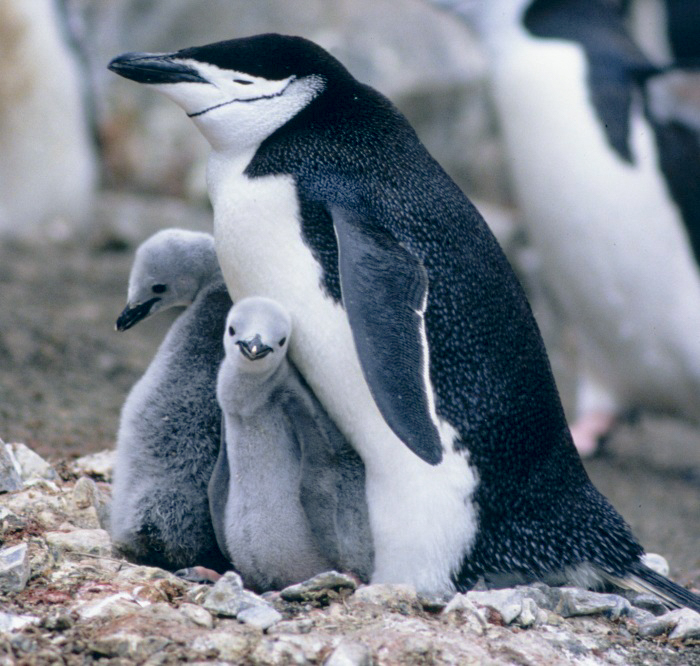

沃迪角（Point Wordie），是南極洲的海岬，位於南設得蘭群島的象島西岸，以蘇格蘭地質學家命名，被國際鳥盟列為重點鳥區，是約12,000雙南極企鵝的棲息地，現時由南極條約體系管理。